# Техничка школа Књажевац
Техничка школа је средња стручна школа у општини Књажевац. Основана је 6. јуна 1931. године, а сад представља модерну средњу стручну школу која образује ученике у оквиру пет подручја рада.

## Историјат школе
Школа је основана 6. јуна 1931. године, када је у књажевачкој општини започело стручно образовање за обављање послова различитих занимања, као и за наставак образовања у високошколским установама. Школа иде у корак са савременим тенденцијама у образовању, мења се и развија, уводи нове струке и образовне профиле, како би одговорила на потребе локалне средине и региона. 
Данас, Техничка школа представља средњу стручну школу која образује ученике у оквиру пет подручја рада и има верификације за 28 образовних профила III и IV степена. Назив школе се мењао од основања до данас.

### Имена школе од оснивања до данас:
- Рударско-надзорничка школа од 1931.

- Грађевинска техничка школа од 1961. до 1974.

- Технички школски центар „10. октобар“ од 1974. до 1975.

- Технички образовни  центар „10. октобар“ од1975. До 1979.

- Образовни центар средњег усмереног образовања и васпитања „7 секретара СКОЈ-а“ – ООУР „25. мај“ од 1979. до 1987.

- Образовни центар средњег усмереног образовања и васпитања „7 секретара СКОЈ-а“ – ООУР  Техничка школа „25. мај“  од 1987. до 1990.

- Техничка школа „25. мај“ од 1990. до 2002.
- Техничка школа од 2002.

## Материјално-технички ресурси школе
Највећи део школског простора чине учионице опште намене, специјализоване учионице, библиотека и фискултурна сала, уређен је у складу са нормативима и пријатан за рад и учење, али школа и даље настоји да квалитет наставе и учења унапреди набавком савремених наставних средстава.

## Подручја рада
Ученици Техничке школе образују се у области пет подручја рада:
1. Машинство и обрада метала
2. Геодезија и грађевинарство
3. Текстилство и кожарство
4. Економија, право и администрација
5. Трговина, угоститељство и туризам